# Reinette d'Armorique

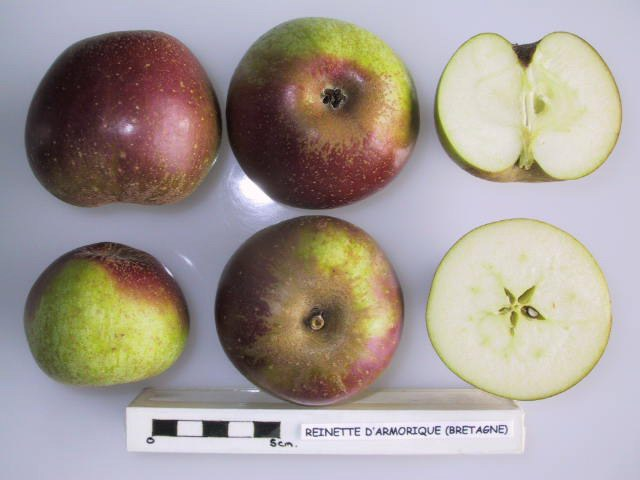
Divers vues du fruit, collection du National Fruit Collection du Royaume-Uni

La Reinette d'Armorique est une variété ancienne de pomme de table très répandue en Bretagne et déjà connue au Moyen Âge. Elle peut être utilisée également pour faire du cidre

## Description
L'arbre a un port très retombant et des rameaux longs et souples qui rendent la variété adaptée aux situations exposées au vent. 
La variété est autofertile mais pour une meilleure fructification 'Golden Delicious et Reine des Reinettes peuvent être utilisées comme pollinisateurs.
La floraison est très tardive (fin mai). La fructification est rapide mais l'arbre est sensible à l'alternance. 
Les fruits se récoltent en début novembre et peuvent se conserver de février à fin juin. Autrefois, dans le pays de Rennes, ces pommes étaient conservées en tombe, c'est-à-dire dans une fosse tapissée de paille et couverte de paille. 
Les fruits sont jaune marbré et tachetés de brun. La chair est acidulée, croquante et parfumée.
Cette variété de pomme de table est aussi une bonne pomme à cuire et peut être utilisée pour le cidre. Elle donne un cidre blanc et parfumé.

## Production
Selon le Conseil national des arts culinaires, la production, en 1994, se situe autour de 1 500 tonnes par an, et se développe.